# 挪美遵道会
挪美遵道会（Lutheran Brethren Mission，LB）是一个美国信义宗的传教机构，成立于1900年，总部设于明尼阿波利斯。
1902年，挪美遵道会派遣传教士齐能（J.R.Kilen）夫妇来华传教，驻湖北枣阳县。此后在河南省开辟2处传教站：桐柏县（1910）、平氏镇（1911）。
1919年，挪美遵道会在湖北有西教士7人，受餐信徒265人；在河南省有西教士8人，受餐信徒29人。1934年，挪美遵道会在湖北、河南两省有枣阳、桐柏、平氏镇、唐河4个总堂，西教士10人。监督驻枣阳。